# Matthew Kibowen Kosgei

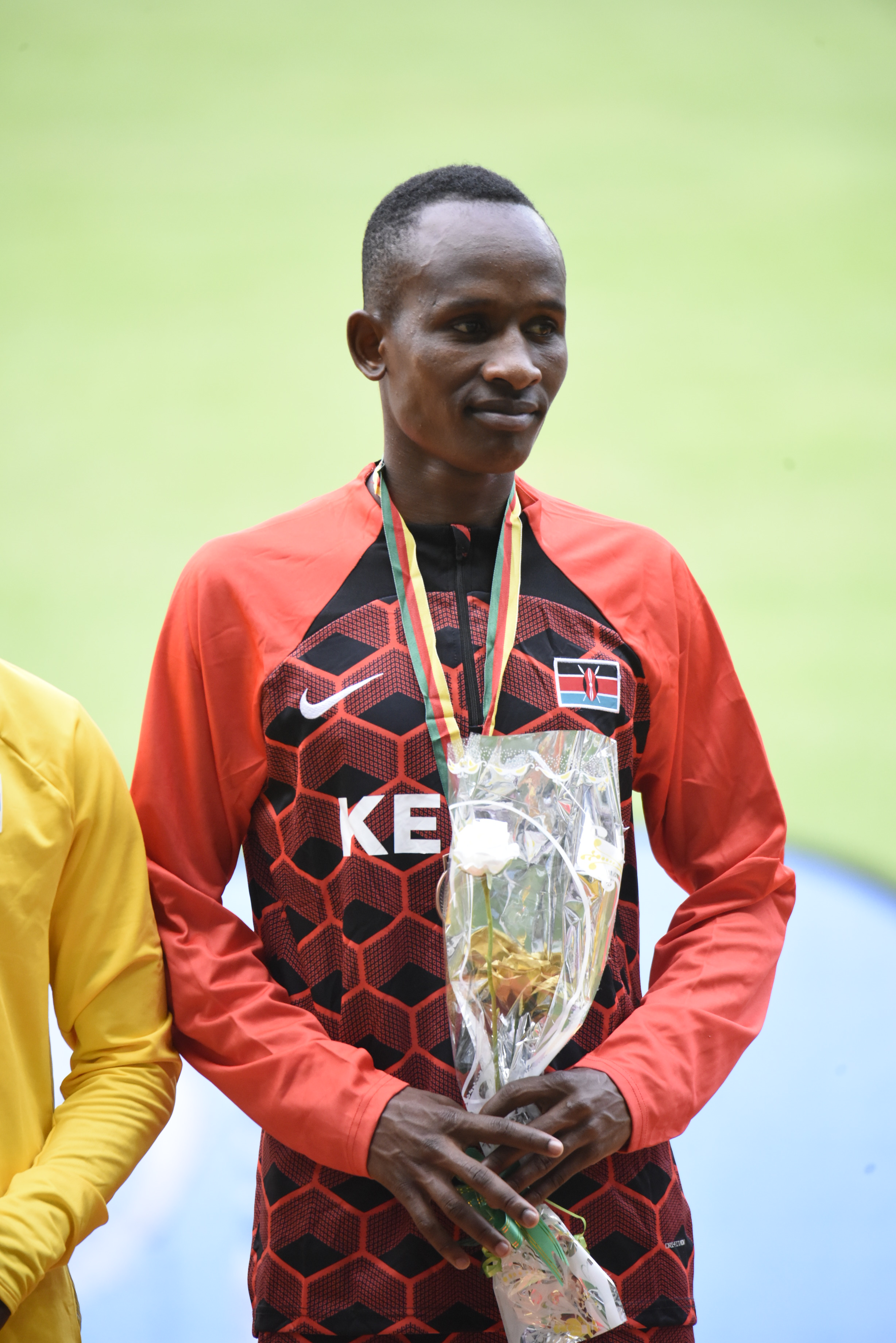
Matthew Kibowen Kosgei

Matthew Kibowen Kosgei (* 1983) ist ein kenianischer Marathonläufer.
2006 gewann er den Krakau-Marathon. Im Jahr darauf verteidigte er seinen Titel in Krakau und wurde Vierter beim Košice-Marathon. 2008 stellte er beim Posen-Marathon mit 2:13:45 h einen Streckenrekord auf, und 2009 siegte er beim Dębno-Marathon und wurde Dritter beim Baden-Marathon.
2010 wurde er jeweils Fünfter beim Mumbai-Marathon und, in seiner persönlichen Bestzeit von 2:10:57 h, beim Hamburg-Marathon, bei dem seine Ehefrau Sharon Jemutai Cherop die Konkurrenz bei den Frauen gewann.